# Aries Susanti Rahayu
Aries Susanti Rahayu (Grobogan, 21 de març de 1995) és una atleta d'escalada esportiva d'Indonèsia. Competeix principalment en competicions d'escalada de velocitat i rep el sobrenom d'Spiderwoman. Actualment té el rècord mundial femení d'escalada de velocitat, que va aconseguir assolint un temps de 6.995 segons a la Copa Mundial IFSC Xiamen del 2019, fet que la va convertir en la primera dona en escalar una paret de velocitat en menys de set segons.

## Biografia
De petita, solia pujar als arbres a casa i als parcs. Quan encara era estudiant de secundària, el 2007, el seu professor la va iniciar en l'escalada esportiva.
El 2017 va competir per primera vegada a la Copa del Món d'escalada i va aconseguir la seva primera medalla (plata) al Mundial de Xiamen. Al campionat asiàtic de 2017 que es va fer a Teheran, va ser tercera en velocitat.
El 2018 va aconseguir la seva primera medalla d'or a la Copa del Món d'escalada de Chongqing. Després, va aconseguir un bronze a Tai'an i dues medalles d'or més als Mundials de Wujiang i Xiamen, tots a la Xina. Al final de la temporada 2018 va quedar segona en el rànquing general en la disciplina de velocitat i el mateix any, als campionats asiàtics de Kurayoshi, va quedar tercera després de fer una falsa sortida a la semifinal.
El 2019 es va convertir en la récord mundial femenina d'escalada de velocitat, cosa que va aconseguir fent un temps de 6.995 segons a la Copa Mundial de la IFSC Xiamen del 2019. Aquest fet la va convertir en la primera dona que va escalar una paret de velocitat en menys de set segons.
Aquell mateix any constava a la llista dels 30 menors de 30 anys de Forbes Àsia.

## Palmarès

### Rànquings

#### Copa del Món d'escalada[9]
| Disciplina | 2017 | 2018 |
| ---------- | ---- | ---- |
| Velocitat  | 13   | 2    |

#### Campionats asiàtics[10]
| Disciplina | 2017 | 2018 |
| ---------- | ---- | ---- |
| Velocitat  | 3    | 3    |

### Medalles a la Copa del Món d'escalada
| Temporada | Or | Plata | Bronze | Total |
| --------- | -- | ----- | ------ | ----- |
| 2017      |    | 1     |        | 1     |
| 2018      | 3  |       | 1      | 4     |
| 2019      | 1  | 1     |        | 2     |
| Total     | 4  | 2     | 1      | 7     |